# Edward G. Robinson
Edward G. Robinson (en yídico, עמנואל גאָלדנבערג: Emanuel Goldenberg; Bucarest, 12 de diciembre de 1893-Los Ángeles, 26 de enero de 1973) fue un actor rumano judío expatriado en los Estados Unidos.
Trabajó en el teatro y en el cine en la era dorada de Hollywood. Apareció en 30 obras de Broadway y en más de 100 películas durante una carrera de 50 años y es especialmente recordado por sus papeles de tipo duro como gánsters en películas como Little Caesar y Key Largo.
Durante su carrera, recibió el Premio del Festival de Cine de Cannes al mejor actor por su actuación en House of Strangers. Durante las décadas de 1930 y 1940, fue un abierto crítico público del fascismo y el nazismo que estaban cobrando fuerza en Europa en los años previos a la Segunda Guerra Mundial (1939-1945). 
Su activismo incluyó la contribución de más de 250 000 dólares a más de 850 organizaciones involucradas en el alivio de la guerra, junto con contribuciones a grupos culturales, educativos y religiosos.
Durante la década de 1950, fue llamado a testificar ante el Comité de Actividades Antiestadounidenses de la Cámara durante el «temor rojo», pero fue absuelto de cualquier participación comunista deliberada cuando afirmó que fue «engañado» por varias personas a las que nombró (incluidos el guionista Dalton Trumbo, según el registro oficial del Congreso, «infiltración comunista en la industria cinematográfica de Hollywood»). Como resultado de la investigación, se encontró en la lista gris de Hollywood, personas que estaban en la lista negra de Hollywood mantenida por los principales estudios, pero que podían encontrar trabajo en estudios de cine menores en lo que se llamaba Poverty Row.[cita requerida]
Los papeles de Robinson incluyeron un investigador de seguros en la película negra Double Indemnity, Dathan (el adversario de Moisés) en Los diez mandamientos y su actuación final en la historia de ciencia ficción Soylent Green. 
Múltiples críticos de cine y medios de comunicación lo han citado como uno de los mejores actores que nunca recibió una nominación al Premio de la Academia.
Dos meses después de su muerte en 1973 recibió un Premio Honorario de la Academia por su trabajo en la industria del cine.
Ocupa el puesto número 24 en la lista del American Film Institute de las 25 estrellas masculinas más grandes del cine clásico estadounidense.

## Biografía
De familia judía, durante su infancia vivió en una comunidad ídish. En 1903, emigró a Nueva York con su familia, que se instaló en el East End. No pudo tener sus estudios, pero estaba decidido a convertirse en rabino o abogado. Consiguió una beca para entrar en la Academia Americana de Artes Dramáticas, donde transformaría su nombre por el de Edward G. Robinson.[cita requerida]
Comenzó su carrera como suplente en 1913 e hizo su debut en Broadway en 1915, donde entre otras obras interpreta El hombre del destino, de George Bernard Shaw. Su primer papel en el cine fue un papel secundario en 1916. En 1923 debutaba como E. G. Robinson en The Bright Shawl. Pero la interpretación que le lanzaría a la fama sería la de Rico Bandello en El pequeño César / Hampa dorada (Little Caesar, 1931) de Mervyn LeRoy lo que le llevaría a ser el hombre duro de los años treinta. Así, Robinson pasó de hacer tres películas al año a hacer más de 14 en los dos años siguientes. Durante esa época se casa con la actriz Gladys Lloyd en 1927 con la que tiene un hijo, Manny Robinson (1933-1974).[cita requerida]
Durante los años cuarenta y después de una buena actuación en Dr. Ehrlich's Magic Bullet (1940), su perfil encajaría con el de dramas psicológicos como el de Perdición (1944) de Billy Wilder o La mujer del cuadro (1945) y Perversidad (1945) de Fritz Lang. Pero continuó aceptando papeles de gánster como el de Johnny Rocco en el clásico Cayo Largo de John Huston (1948), la última de las cinco películas que haría con Humphrey Bogart.[cita requerida]
No comenzaron muy bien las cosas para Robinson en la década de los 50. Primero, sería acusado de comunista, prestándose a declarar ante el comité de la famosa Caza de Brujas, en contra de algunos compañeros suyos como Dalton Trumbo, lo que les traería muy graves consecuencias; posteriormente el actor tuvo que vender parte de su inmensa colección de arte (atesoró obras de Van Gogh, Toulouse-Lautrec, Modigliani, Pablo Picasso, Frida Kahlo...) para sufragar los gastos del divorcio con Gladys Lloyd. En 1956 volvió a Broadway para interpretar Middle of the Night. Pero ese fue el momento en el que Cecil B. DeMille, macarthista declarado, decide trabajar con él en Los diez mandamientos. A partir de aquí llegarían sus papeles más notables: Millonario de ilusiones (1959) de Frank Capra al lado de Frank Sinatra y El rey del juego (1965), de Norman Jewison con Steve McQueen.[cita requerida]
Andréi Gromyko, ministro de asuntos exteriores de la URSS entre los años 1957 y 1985, llegó a conocer a Edward G. Robinson. Sobre dicho encuentro, el ex diplomático soviético escribió en 1988:

Me impresionó mucho una conversación que tuve con (...), Edward G. Robinson. Su conversación, (...) fue íntima y sincera y, durante ella, Robinson nos pintó un cuadro asombroso de la industria cinematográfica norteamericana. «Aquí, en América, la industria cinematográfica la maneja un puñado de millonarios inhumanos. Lo único que les importa es el beneficio. Para ellos, auténticos caciques del cine, la forma de ganar millones es secundaria. Todo vale, con tal que se gane varias veces el coste de una película, una vez que se distribuye. Esa gente no sabe lo que es moralidad ni justicia social. Puede que yo no sea un experto en economía o finanzas, pero, desde luego, he observado un descenso en las normas morales que se muestran en las pantallas.» Estaba algo agitado y se veía que era un tema doloroso para él. «Más de una vez —prosiguió-- me he preguntado si, desde mi punto de vista moral, debía aceptar un papel. No puedo decir que siempre haya acertado al hacer mi elección. Algunas veces no me he sentido satisfecho de mis actuaciones, en lo que al género de vida que muestro en la pantalla se refiere y al personaje al que doy vida. Sin embargo, me he resistido la mayoría de las veces a las condiciones impuestas por los amos de Hollywood.» «Las películas americanas están sobrepasando el límite de vulgaridad y corrupción —se lamentó—. Se le llama naturalismo y lo más triste es que a los espectadores los están educando con este producto y que les gusta. Así, pues, los productores se esfuerzan por satisfacer la demanda que ellos mismos han creado. Es difícil luchar contra ellos y, de todas formas, ¿quién iba a hacerlo? La lucha es desigual.» Yo le pregunté: «¿No hay ningún grupo de actores conocidos, como usted mismo, y quizá de productores, que pudieran intentar influir en el cine de forma más positiva?» «No hay grupos organizados de ese tipo —contestó él—. Y tampoco durarían mucho en los Estados Unidos. Cualquier actor que lo intentara no tardaría en morirse de hambre.» (...). «Eso es lo que les sucede a muchos actores de cine —dijo, finalmente—, que a diario tienen que exhibir un comportamiento que es un insulto para todo lo bueno y decente del ser humano.»
Andréi Gromyko, Memorias (1988) pp. 88, 89 y 90

Robinson llegó a ser enormemente popular en los años 30 y 40 con una carrera de más de 90 películas en 50 años de profesión. 
En 1967, estuvo considerado para el rol del simio líder Dr. Zaius. en el filme de ciencia ficción El planeta de los simios, pero las largas sesiones de maquillaje desalentaron su participación y renunció a la producción siendo reemplazado por Maurice Evans.[cita requerida]
Su última escena sería un suicidio en el clásico de culto de la ciencia ficción Cuando el destino nos alcance (1973), de Richard Fleischer. Moriría dos meses después de haber rodado esta película y dos meses antes de que se le concediera un Óscar honorífico a su carrera. Robinson nunca llegó a ser candidato al Oscar por sus intervenciones. Tiene su nombre una estrella del Paseo de la Fama de Hollywood situada en el 6233 de Hollywood Boulevard.

## Filmografía
- Arms and the Woman (1916), de George Fitzmaurice.
- The Bright Shawl (1923), de John S. Robertson.
- The Hole in the Wall (1929), de Robert Florey.
- Warner Bros. Jubilee Dinner (1930) (cortometraje)
- Night Ride (1930), de John S. Robertson.
- La mujer que amamos (A Lady to Love) (1930), de  Victor Sjöström.
- Fuera de la ley (Outside the Law) (1930) de Tod Browning.
- East Is West (1930), de Monta Bell.
- The Widow from Chicago (1930), de Edward F. Cline.
- How I Play Golf by Bobby Jones No. 10: Trouble Shots (1931) (cortometraje)
- El pequeño César / Hampa dorada (Little Ceasar, 1931) de Mervyn LeRoy
- The Slippery Pearls (1931) (cortometraje)
- Dinero fácil (Smart Money, 1931), de Alfred E. Green.
- Sed de escándalo (Five Star Final)(1931), de Mervyn LeRoy.
- El hacha justiciera (The Hatchet Man) (1932), de William A. Wellman.
- Dos segundos (Two Seconds) (1932), de  Mervyn LeRoy.
- Pasto de tiburones (Tiger Shark) (1932), de Howard Hawks.
- El rey de la plata (Silver Dollar) (1932), de Alfred E. Green.
- El pequeño gigante (The Little Giant) (1933), de Roy Del Ruth.
- I Loved a Woman (1933), de Alfred E. Green.
- Dark Hazard (1934), de Alfred E. Green.
- El hombre de las dos caras (The Man with Two Faces) (1934), de Archie Mayo.
- Pasaporte a la fama (The Whole Town's Talking) (1935), de John Ford.
- Ciudad sin ley  (Barbary Coast) (1935), de Howard Hawks y William Wyler.
- Bullets or Ballots (1936), de William Keighley.
- Pánico en la banca (Thunder in the City) (1937), de Marion Gering.
- Kid Galahad (1937), de Michael Curtiz.
- El último gangster (The Last Gangster) (1937), de Edward Ludwig.
- A Slight Case of Murder (1938), de Lloyd Bacon.
- The Amazing Dr. Clitterhouse (1938), de Anatole Litvak.
- Yo soy la ley (I Am the Law) (1938), de  Alexander Hall.
- Verdensberomtheder i Kobenhavn (1939) (documental)
- A Day at Santa Anita (1939) (cortometraje)
- Confessions of a Nazi Spy (1939), de Anatole Litvak.
- Blackmail (1939), de H. C. Potter.
- Dr. Ehrlich's Magic Bullet (1940), de William Dieterle.
- El hermano orquídea (Brother Orchid) (1940), de Lloyd Bacon.
- A Dispatch from Reuters (1940), de William Dieterle.
- El lobo de mar (The Sea Wolf) (1941), de Michael Curtiz.
- Manpower (1941), de Raoul Walsh.
- Polo with the Stars (1941) (cortometraje)
- Unholy Partners (1941), de Mervyn LeRoy.
- Larceny, Inc. (1942), de Lloyd Bacon.
- Seis destinos (Tales of Manhattan) (1942), de Julien Duvivier.
- Moscow Strikes Back (1942) (documental) (narrador)
- Magic Bullets (1943) (narrador)
- Destroyer (1943), de William A. Seiter.
- Al margen de la vida (Flesh and Fantasy) (1943), de Julien Duvivier.
- Tampico (Tampico) (1944), de Lothar Mendes.
- Mr. Winkle Goes to War (1944), de Alfred E. Green.
- Perdición (Double Indemnity) (1944) de Billy Wilder.
- La mujer del cuadro (The Woman in the Window) (1944), de Fritz Lang.
- Perversidad (Scarlet Street) (1945), de Fritz Lang.
- El sol sale cada mañana (Our Vines Have Tender Grapes (1945), de Roy Rowland.
- American Creed (1946) (cortometraje)
- Journey Together (1946), de John Boulting.
- El extraño (The Stranger) (1946), de Orson Welles.
- La casa roja (The Red House) (1947), de Delmer Daves.
- All My Sons (1948), de Irving Reis.
- Cayo Largo (Key Largo) (1948), de John Huston.
- Mil ojos tiene la noche (Night Has a Thousand Eyes) (1948), de John Farrow.
- Odio entre hermanos (House of Strangers) (1949), de Joseph L. Mankiewicz.
- It's a Great Feeling (1949) (Cameo)
- Operation X (1950), de Gregory Ratoff.
- La pasión de su vida (My Daughter Joy) (1950) de Gregory Ratoff.
- Actors and Sin (1952), de Lee Garmes y Ben Hecht.
- Investigación criminal (Vice Squad) (1953), de Arnold Laven.
- Big Leaguer (1953), de Robert Aldrich.
- Ensayo dramático (The Glass Web) (1953), de Jack Arnold.
- Martes negro (Black Tuesday) (1954), de  Hugo Fregonese.
- Hell on Frisco Bay  (1955), de Frank Tuttle.
- Hombres violentos  (Violent men) (1955), de Rudolph Maté.
- En un aprieto  (Tight Spot) (1955), de Phil Karlson.
- El regreso del gangster (A Bullet for Joey) (1955), de Lewis Allen.
- Illegal (1955), de Lewis Allen.
- Noche de pesadilla  (Nightmare) (1956), de Maxwell Shane.
- Los diez mandamientos (The Ten Commandments) (1956), de Cecil B. De Mille.
- The Heart of Show Business (1957) (curt) (narrador)
- Millonario de ilusiones (A Hole in the Head) (1959) de Frank Capra.
- Siete ladrones  (Seven Thieves) (1960), de Henry Hathaway.
- Pepe (1960) (Cameo), de George Sidney.
- My Geisha (1962), de Jack Cardiff.
- Dos semanas en otra ciudad (Two Weeks in Another Town) (1962), de Vincente Minnelli.
- El premio (The Prize) (1963), de Mark Robson.
- Cuatro gángsters de Chicago (Robin and the 7 Hoods) (1964) (Cameo), de Gordon Douglas.
- Cheyenne Autumn (1964), de John Ford.
- Good Neighbor Sam (1964), de David Swift.
- Sammy (Huida hacia el sur) (Sammy Going South) (1963) de Alexander Mackendrick.
- Cuatro confesiones (The Outrage) (1964), de Martin Ritt.
- El rey del juego (The Cincinnati Kid) (1965), de Norman Jewison.
- All About People (1967) (curt) (narrador), de Saul Rubin.
- Diamantes a gogó (Ad ogni costo) (1967), de Giuliano Montaldo.
- La rubia de Pekín (The Blonde from Peking) (1967), de Nicolas Gessner.
- Operation St. Peter's (1967), de Lucio Fulci.
- Raquel y sus bribones (The Biggest Bundle of Them All) (1968), de Ken Annakin.
- Ni un momento de respiro (Never a Dull Moment) (1968), de Jerry Paris.
- Un atraco de ida y vuelta (It's Your Move) (1969), de  Robert Fiz.
- El oro de Mackenna (MacKenna's Gold) (1969), de  J. Lee Thompson.
- Canción de Noruega (Song of Norway) (1970), de Andrew L. Stone.
- Mooch Goes to Hollywood (1971) (cameo)
- Neither by Day Nor by Night (1972)
- Cuando el destino nos alcance (Soylent Green) (1973), de Richard Fleischer.

## Premios y nominaciones
Premios Óscar
| Año  | Categoría        | Resultado |
| ---- | ---------------- | --------- |
| 1973 | Óscar honorífico | Ganador   |

Festival Internacional de Cine de Cannes
| Año  | Categoría   | Película            | Resultado |
| ---- | ----------- | ------------------- | --------- |
| 1949 | Mejor actor | Odio entre hermanos | Ganador   |